# Charlotte Marin
Pour les articles homonymes, voir Marin.
Charlotte Marin, née le 15 août 1975 est une actrice, chanteuse et écrivaine française,,,,.
Très active dans le doublage, elle est notamment la voix française régulière de Katherine Heigl et Reiko Aylesworth et l'une des voix de Julie Benz.
Elle a fait les premières parties des concerts de Bénabar,,.

## Doublage

### Cinéma

#### Films
- Katherine Heigl dans :
  - Zyzzyx Road (2006) : Marissa
  - The Ringer (2005) :  Lynn Sheridan
  - Working Love (2005) : Karly Hert
  - 27 robes (2008) : Jane Nichols
  - L'Abominable Vérité (2009) : Abby Richter
  - Kiss and Kill (2010) : Jennifer Kornfeldt
  - Bébé mode d'emploi (2010) : Holly Berenson
  - Happy New Year (2011) : Laura Carrington
  - Recherche Bad Boys désespérément (2012) : Stéphanie Plum
  - Un grand mariage (2013) : Lyla Griffin
  - Jackie and Ryan (2014) : Jackie
  - Dangerous Housewife (2015) : Mona Champagne
  - Rivales (2017) : Tessa Conover

- Michelle Monaghan dans :
  - Mission impossible 3 (2006) : Julia Hunt
  - Mission impossible : Fallout (2018) : Julia Hunt

- Rosamund Pike dans :
  - Jack Reacher (2012) : Helen Rodin
  - The Informer (2019) : Wilcox

- 1991 : Dragon Ball, le film : La Légende des sept boules de cristal : Bulma (Jeannie Tse)
- 2004 : Sexe Intentions 3 : Cassidy Merteuil (Kristina Anapau)
- 2005 : Walk the Line : June Carter (Reese Witherspoon)
- 2008 : John Rambo : Sarah Miller (Julie Benz)
- 2008 : Benjamin Gates et le Livre des secrets : la blonde dans la librairie (Alicia Leigh Willis)
- 2018 : Carnage chez les Puppets : Jenny (Elizabeth Banks)
- 2022 : Black Adam : Adrianna Tomaz (Sarah Shahi)
- 2023 : Family Switch : ? (?)
- 2024 : Tue-moi si tu l'oses : Dagmara (Paulina Gałązka (pl))
- 2024 : Carry-On : ? (?)
- 2025 : Exterritorial : ? (?)

#### Films d'animation
- 2002 : Le Trésor des flibustiers : ?[10]
- 2014 : Opération Casse-noisette : Roussette[n 1]
- 2017 : Opération Casse-noisette 2 : Roussette[n 1]

### Télévision

#### Téléfilm
- Katherine Heigl dans :
  - À la conquête d'un cœur:  Marty Claridge
  - À la conquête d'un cœur 2 :  Marty Claridge
  - Romy and Michele: In the Beginning : Romy White

#### Séries télévisées
- Reiko Aylesworth dans (8 séries) :
  - 24 Heures chrono (2002-2006) : Michelle Dessler (62 épisodes)
  - Les Experts (2004) : Chandra Moore (saison 5, épisode 1)
  - Urgences (2007-2008) : Julia Dupree (7 épisodes)
  - Damages (2010) : Rachel Tobin (5 épisodes)
  - Lights Out (en) (2011) : Jennifer (3 épisodes)
  - Drop Dead Diva (2013) : June Fraizer (1 épisode)
  - Hawaii 5-0 (2011-2014) : Malia Waincroft (7 épisodes)
  - Scorpion (2016-2018) : Allie Jones (10 épisodes)

- Katherine Heigl dans (5 séries) :
  - Roswell (1999-2002) : Isabel Evans (61 épisodes)
  - Grey's Anatomy (2005-2010) : Dr Isobel « Izzie » Stevens (120 épisodes)
  - State of Affairs (2014-2015) : Charleston « Charlie » Whitney (13 épisodes)
  - Doubt : Affaires douteuses (2017) : Sadie Ellis (13 épisodes)
  - Suits : Avocats sur mesure (2018-2019) : Samantha Wheeler (26 épisodes)

- Julie Benz dans (5 séries) :
  - Buffy contre les vampires (2000) : Darla (3e voix, saison 5)
  - Angel (2000-2004) : Darla (20 épisodes)
  - Spy Girls (2002) : Elaine (saison 1, épisode 9)
  - Supernatural (2006) : Layla Rourke (saison 1, épisode 12)
  - New York, police judiciaire (2007) : Dawn Sterling (saison 17, épisode 14)

- Carey Lowell dans :
  - New York, police judiciaire (1996-1998) : Jamie Ross (49 épisodes)
  - New York, cour de justice (2005) : la juge Jamie Ross (épisodes 2 et 7)
  - Six Degrees (2006-2007) : Christine (5 épisodes)

- Portia de Rossi dans :
  - Arrested Development (2003-2019) : Lindsay Bluth-Fünke (84 épisodes)
  - Better Off Ted (2009-2010) : Veronica Palmer (26 épisodes)
  - Scandal (2014-2017) : Elizabeth « Lizzy » North (49 épisodes)

- Jessica Paré dans :
  - Jack et Bobby (2004-2005) : Courtney Benedict (21 épisodes)
  - Mad Men (2010-2015) : Megan Calvet-Draper (49 épisodes)
  - SEAL Team (depuis 2017) : Amanda « Mandy » Ellis (76 épisodes - en cours)

- Sarah Shahi dans :
  - Life (2007-2009) : l'inspecteur Dani Reese (32 épisodes)
  - Psych : Enquêteur malgré lui (2009) : Ruby (1 épisode)
  - Person of Interest (2013-2016) : Sameen Shaw (50 épisodes)
  - Sex/Life (2021-2023) : Billie Connelly (14 épisodes)

- Carla Gugino dans :
  - Karen Sisco (2003-2004) : Karen Sisco (10 épisodes)
  - Wayward Pines (2015-2016) : Kate (11 épisodes)

- Kiele Sanchez dans : 
  - Lost : Les Disparus (2006-2007) : Nikki Fernandez (14 épisodes)
  - The Glades (2010-2013) : Callie Cargill (49 épisodes)

- Jill Flint dans : 
  - Royal Pains (2009-2016) : Jill Casey (53 épisodes)
  - Bull (2016-2022) : Diana Lindsay (7 épisodes)

- Megan Hilty dans :
  - Smash (2012-2013) : Ivy Lynn (32 épisodes)
  - BrainDead (2016) : Misty Alise (8 épisodes)

- 2003-2005 : Scrubs : Danni Sullivan (Tara Reid)
- 2005 : Beach Girls (en) : Skye Emerson (Kristen Hager)
- 2007-2008 : Flash Gordon : Baylin (Karen Cliche)
- 2007-2008 : Skins : Abbigail Stock (Georgina Moffat)
- 2009-2011 : Stargate Universe : Tamara Johansen (Alaina Huffman)
- 2009-2012 : Hatufim : Iris (Sendi Bar)
- 2010 : Chuck : Hannah (Kristin Kreuk)
- 2011 : Criminal Minds: Suspect Behavior : Gina LaSalle (Beau Garrett)
- 2013-2015 : Defiance : Stahma Tarr (Jaime Murray)
- 2013 : Zero Hour : Laila Galliston (Jacinda Barrett)
- 2016-2020 : The Good Place : Tahani Al Jamil (Jameela Jamil)
- 2017 : Gypsy : Larin Inamdar (Poorna Jagannathan)
- 2022 : Clark : Kicki (Alicia Agneson) (mini-série)
- 2022 : Hot Skull : Derya (Tugba Çom) (mini-série)
- depuis 2023 : NCIS: Sydney : Agent Evie Cooper (Tuuli Narkle)
- 2024 : Les Morceaux de notre vie (pt) : Liana Azevedo Rosenthal (Juliana Paes)

#### Séries d'animation
- 2009[11] : One Piece : Margaret
- 2010 : Le Petit Prince : Anima (épisode Planète des Lacrimavoas)
- 2022 : Chainsaw Man : voix additionnelles
- depuis 2022 : Transformers: EarthSpark : agent Croft

### Jeu vidéo
- 2014 : Alien: Isolation : Catherine Foster

## Discographie

### 1eralbumEt en plus je cuisine...
- Psy
- Je veux un bébé
- Demain j'arrête
- Crazy du shopping
- Croqueuse d'hommes
- La migraine
- je déteste le métro
- Tennis avec mon reup
- 20 h 30
- Le dîner d'meufs
- Jamais revoir ses ex
- Ma vie en VO
- Célibataire cherche un mari

### 2ealbumTrentenaire à vif
- "Boire ou bien se conduire"
- " Desesperado"
- "Le plus beau jour de ma vie"
- "Mamie"
- "EVJF"
- "Revival"
- "20h30"
- "Sorry Loser"
- "Miss Couture"
- "1095 jours"
- "On the bitume"
- "La Rando"

### 3ealbumLovomatic(avril 2012)
- "Par amour"
- "Plan B"
- "Stéréotype"
- "Surprise"
- "Jamais sans mon sac"
- "Tes fantasmes"
- "J'me traine"
- "Fiv'heure"
- "Clopinettes"
- "Apocalipstick"
- "Le come back du slow"
- "Allez bébé"